# El pecado (Julio Romero de Torres)
El pecado es una obra del pintor Julio Romero de Torres. Este cuadro está concebido como complemento a la obra La gracia, representando la primera al pecado y la segunda a la virtud. La obra del mismo autor llamada Las dos sendas versa sobre este mismo tema.
La obra fue presentada a la Exposición Nacional de Bellas Artes de 1915. Actualmente se expone en el Museo Julio Romero de Torres, donde se encuentra en depósito del Museo Nacional Centro de Arte Reina Sofía.

## Descripción de la obra
La protagonista de la escena es una mujer que, de espaldas, yace desnuda sobre un lecho. Su rostro puede apreciarse reflejado en un espejo, en el cual la mujer se está mirando. Rodeando el lecho se encuentran cuatro mujeres vestidas de luto, conversando entre ellas y sosteniendo el espejo y una manzana, símbolos del pecado.
En el fondo puede apreciarse un paisaje en el que en primer término aparece la Real Colegiata de San Hipólito y, en la lejanía, una montaña con un castillo en su cima.

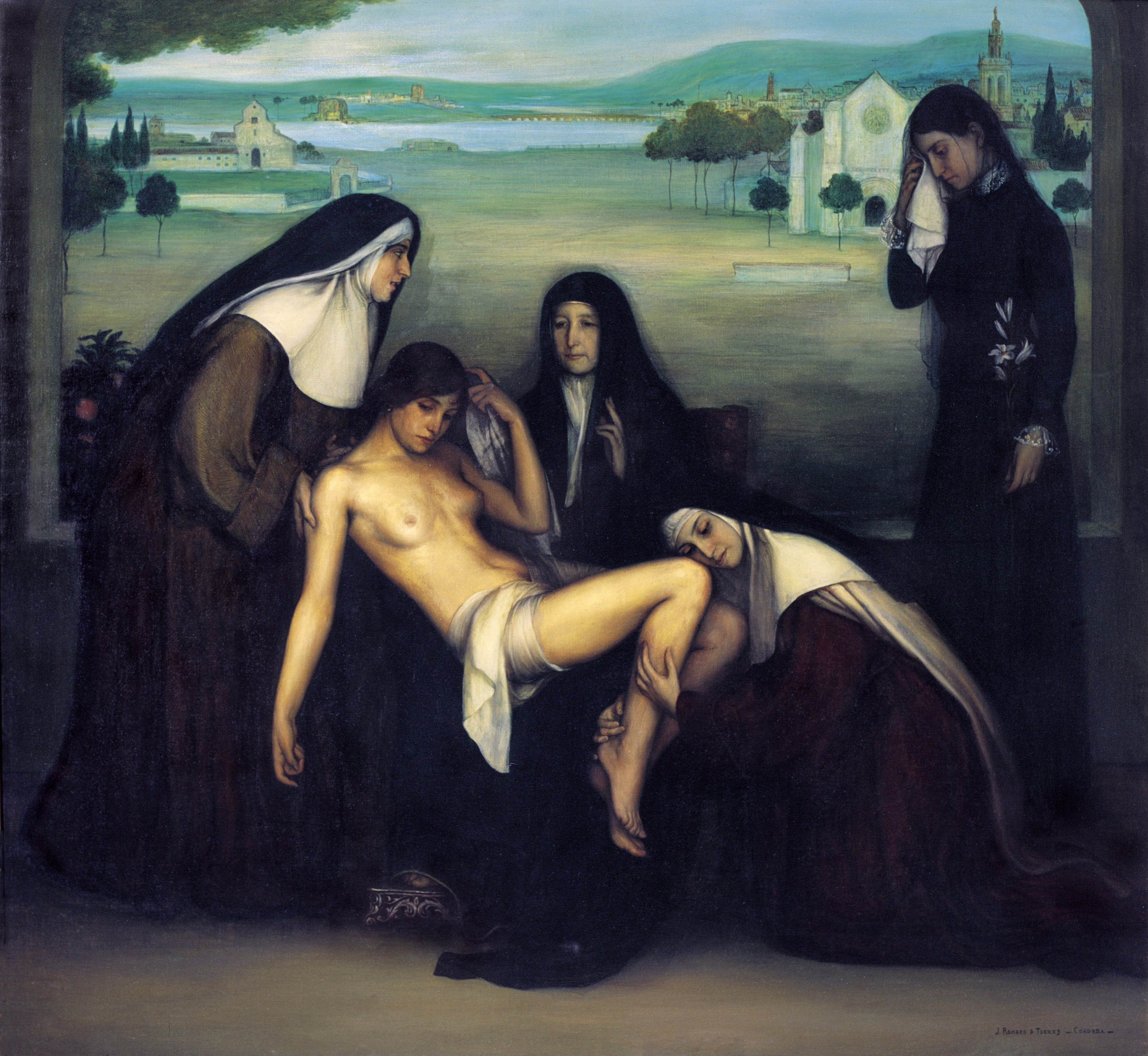
La gracia (1915).
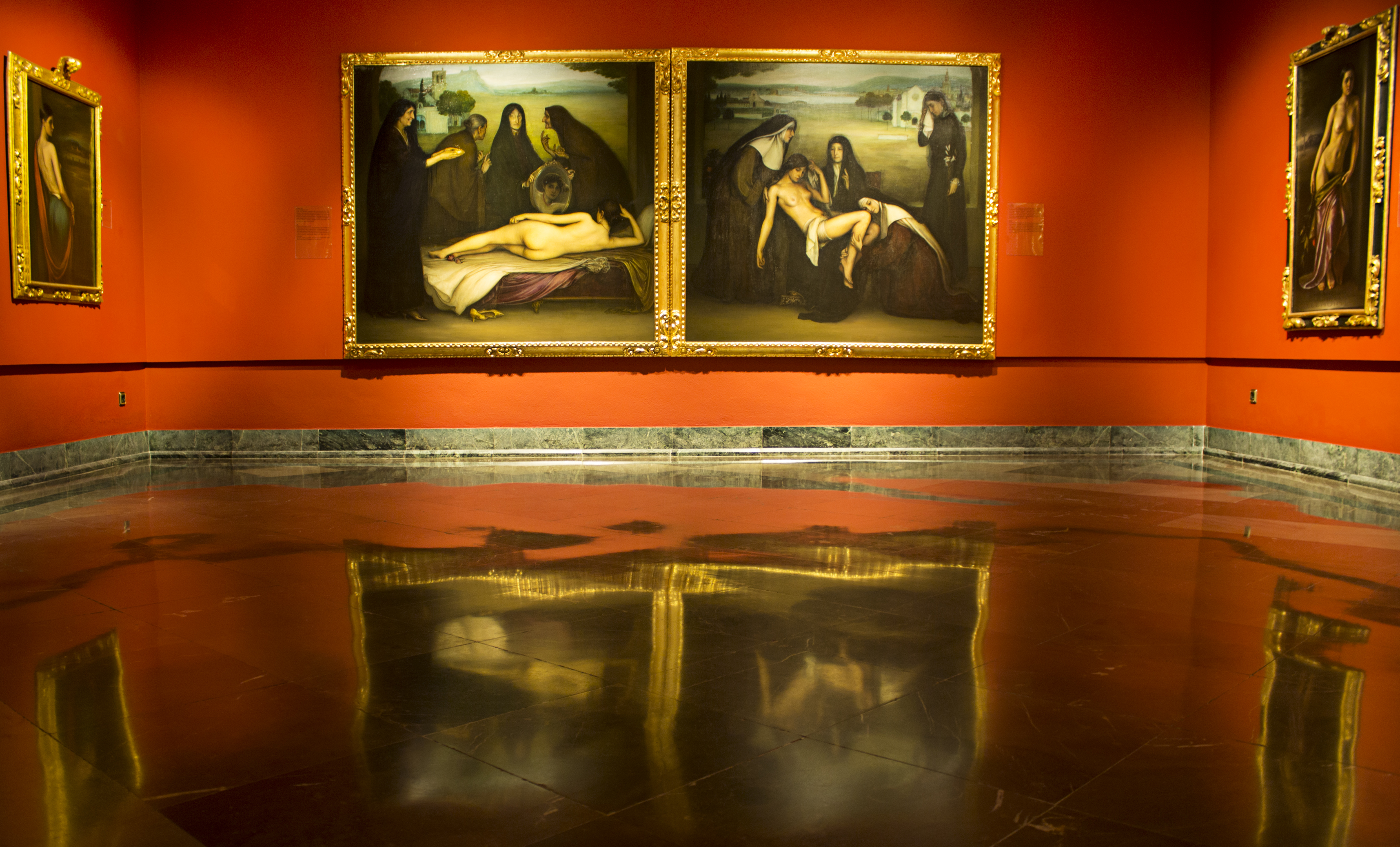